# Лохрей
Лохрей (Лохре; англ. Loughrea [lɔx'reı]; ирл. Baile Locha Riach, (Бале-Лоха-Риах), «серое озеро») — город в Ирландии, находится в графстве Голуэй (провинция Коннахт).
В последние годы вследствие роста Лохрей всё сильнее превращается в пригород Голуэя.
Местная железнодорожная станция была открыта 1 декабря 1890 года и закрыта 3 ноября 1975 года.

## Демография
Население — 4 532 человека (по переписи 2006 года). В 2002 году население было 4 004.
Данные переписи 2006 года:
| Общие демографические показатели |               |                               |                               |      |      |
| Всё население                    | Всё население | Изменения населения 2002—2006 | Изменения населения 2002—2006 | 2006 | 2006 |
| 2002                             | 2006          | чел.                          | %                             | муж. | жен. |
| 4 004                            | 4 532         | 528                           | 13,2                          | 2243 | 2289 |

В нижеприводимых таблицах сумма всех ответов (столбец «сумма»), как правило, меньше общего населения населённого пункта (столбец «2006»).
| Религия (Тема 2 — 5 : Число людей по религиям, 2006) |             |                |             |            |       |       |
| Католики, чел.                                       | Католики, % | Другая религия | Без религии | не указано | сумма | 2006  |
| 4 013                                                | 88,5        | 276            | 195         | 48         | 4 532 | 4 532 |

| Этно-расовый состав (Этничность. Тема 2 — 3 : Постоянное население по этническому или культурному происхождению, 2006) |            |              |       |        |        |            |       |       |
| Белые ирландцы | Лухт-шулта | Другие белые | Негры | Азиаты | Другие | Не указано | сумма | 2006  |
| 3 531 | 110        | 450          | 28    | 72     | 209    | 58         | 4 458 | 4 532 |
| Доля от всех отвечавших на вопрос, %                                                                                   |            |              |       |        |        |            |       |       |
| 79,2 | 2,5        | 10,1         | 0,6   | 1,6    | 4,7    | 1,3        | 100   | 98,41 |

1 — доля отвечавших на вопрос о языке от всего населения.
| Владение ирландским языком (Тема 3 — 1 : Число людей от 3 лет и старше по способности говорить по-ирландски, 2006) |       |            |       |       |
| Владеете ли Вы ирландским языком?                                                                                  |       |            |       |       |
| Да | Нет   | Не указано | сумма | 2006  |
| 1 603 | 2 645 | 116        | 4 364 | 4 532 |
| Доля от всех отвечавших на вопрос о языке, %                                                                       |       |            |       |       |
| 36,7 | 60,6  | 2,7        | 100   | 96,31 |

1 — доля отвечавших на вопрос о языке от всего населения.
| Использование ирландского языка (Тема 3 — 2 : Irish speakers aged 3 or over by frequency of speaking Irish, 2006) |                                                            |                                               |                                               |                                               |                                               |                                               |       |                                     |       |
| Как часто и где Вы говорите по-ирландски?                                                                         |                                                            |                                               |                                               |                                               |                                               |                                               |       |                                     |       |
| ежедневно, только в образовательных учреждениях                                                                   | ежедневно, как в образовательных учреждениях, так и вне их | в других местах (вне образовательной системы) | в других местах (вне образовательной системы) | в других местах (вне образовательной системы) | в других местах (вне образовательной системы) | в других местах (вне образовательной системы) | сумма | всего, отвечавших на вопрос о языке | 2006  |
| ежедневно, только в образовательных учреждениях                                                                   | ежедневно, как в образовательных учреждениях, так и вне их | ежедневно                                     | каждую неделю                                 | реже                                          | никогда                                       | не указано                                    | сумма | всего, отвечавших на вопрос о языке | 2006  |
| 428 | 13                                                         | 39                                            | 82                                            | 642                                           | 360                                           | 39                                            | 1 603 | 4 364                               | 4 532 |
| Доля от всех отвечавших на вопрос о языке, %                                                                      |                                                            |                                               |                                               |                                               |                                               |                                               |       |                                     |       |
| 9,8 | 0,3                                                        | 0,9                                           | 1,9                                           | 14,7                                          | 8,2                                           | 0,9                                           | 36,7  | 100                                 |       |

| Типы частных жилищ (Тема 6 — 1(a) : Число частных домовладений по типу размещения, 2006) |          |         |                 |            |       |       |
| Отдельный дом                                                                            | Квартира | Комната | Переносные дома | не указано | сумма | 2006  |
| 1 489                                                                                    | 155      | 11      | 2               | 38         | 1 695 | 4 532 |